# Megastigmus bipunctatus
Megastigmus bipunctatus is een vliesvleugelig insect uit de familie Torymidae. De wetenschappelijke naam is voor het eerst geldig gepubliceerd in 1795 door Swederus.